# Lebak (Munjul)
Lebak is een bestuurslaag in het regentschap Pandeglang van de provincie Banten, Indonesië. Lebak telt 2046 inwoners (volkstelling 2010).